# Lili Kroeber-Asche
Lili Kroeber-Asche, eigentlich Maria Helene Waldmann, geb. Asche (* 23. Oktober 1891 in Paris; † 1972) war eine deutsche Pianistin und Hochschullehrerin.

## Leben
Lili Kroeber-Asche war eine Tochter des Ingenieurs und Fabrikdirektors Otto Asche. Sie studierte Klavier, zuerst ab 1908 am Konservatorium in Dortmund bei Willy Eickemeyer (1879–1935), dann am  Königlichen Konservatorium der Musik in Leipzig als Schülerin von Robert Teichmüller und Max Reger. Von 1912 bis 1919 war sie in Weimar als Konzertpianistin und Klavierpädagogin tätig. Walter Niemann charakterisierte sie in Meister des Klaviers „als feinsinnige Konzertpianistin ganz eigner Art […]: als eine neue Fanny Davies und berufene Schumannspielerin. Und englisch, zeichnerisch exquisit wie ein englischer Stahlstich, blaß, kühl und fein von Farbe wie ein Reynolds oder Gainsborough, viel weniger französisch oder deutsch wirkt ihr Vortrag.“ 1912 heiratete sie in Weimar den Kunsthistoriker Johannes (Hans) Timotheus Kroeber (1883–1946), der ihr 1911 seine Publikation Die Goethezeit in Silhouetten gewidmet hatte. Die Ehe wurde 1920 geschieden. Von 1921 bis 1924 war sie am Konservatorium in Leipzig konzertierend und lehrend tätig.
Danach zog sie nach Berlin. Hier heiratete sie 1928 in zweiter Ehe den in St. Petersburg geborenen Musikpädagogen Guido Waldmann (1901–1990). Als Waldmann 1939 beim Deutschen Ausland-Institut angestellt wurde und einen Lehrauftrag an der Württembergischen Hochschule für Musik erhielt, zog das Paar nach Stuttgart. Lili Kroeber-Asche erhielt selbst einen Lehrauftrag für Methodik des Klavierspiels. 1952 wurde Trossingen der Arbeits- und Lebensort des Paares, als Waldmann Rektor der Staatlichen Hochschule für Musik wurde. Mit dem Aufkommen der Historischen Aufführungspraxis spezialisierte Lili Kroeber-Asche sich auf das Hammerklavier. Zusammen mit ihrem Mann verfasste sie ein weit verbreitetes und bis heute erhältliches Klavier-Schulwerk für Einzel- und Gruppenunterricht.
Zu Lili Kroeber-Asches Schülern zählte Werner Haas.

## Auszeichnungen
- Bundesverdienstkreuz 1. Klasse (1968)

## Diskographie
- Johann Sebastian Bach: Klaviersonate Op. 17 Nr, 2 c-moll (am Hammerklavier), Archiv Produktion 1956
- Johann Christian Bach: Sonate Nr. 2, c-Moll, op. 17 (am Hammerklavier), Deutsche Grammophon

## Schriften
- (mit Guido Waldmann) Neue Wege am Klavier. Schulwerk für Einzel- und Gruppenunterricht. Wolfenbüttel: Möseler 1979, 2. Auflage 1987